# やましたたかひろ
やましたたかひろまたは山下たかひろ（1969年11月22日 - ）は日本の漫画家。

## 人物の特徴
- 好きなポケモンはヤドンとヌオーとクマシュンである。

## 主な作品
- エスパークス
- 餓狼伝説スペシャル
- バーチャファイター
- サターンボンバーマン
- モグラ〜ニャ
- スターフォックス64
- 不思議なふしぎなチョコボくん
- ポケットモンスター 4コマ大百科
- だらだらRPG アミーバ
- ポケモン4コマ学園 - 山下たかひろ名義